# Axel Gezelius
Axel Gezelius, född 15 maj 1869 i Irsta socken, död 9 november 1947 i Stockholm, var en svensk apotekare.
Axel Gezelius var son till kyrkoherden Lars Gezelius och bror till Karl-Johan Gezelius. Han antogs 1888 till apotekselev, avlade farmacie studiosiexamen 1891 och apotekarexamen 1897. Gezelius var anställd vid olika apotek, från 1902 i Stockholm, där han arrenderade apoteket Storken 1907–1911 och apoteket Korpen 1915–1921 samt innehade det senare 1921–1937. Han tillhörde kommittéer, styrelser och förtroenderåd inom apotekskåren och var bland annat besiktningsman för apoteksvaror i Stockholm. Gezelius var även ledamot av stadsfullmäktige i Stockholm för högern 1923–1927. Han utgav bland annat Apoteksväsendet i Holland (1908). Gezelius blev 1908 medlem i Svenska läkaresällskapet.